# Luigi Manzini
Luigi Manzini (Modena, 30 agosto 1805 – Modena, 5 gennaio 1866) è stato un pittore italiano.

## Biografia
Era figlio d'arte, in quanto nato dal pittore Angelo Manzini, e come il fratello Ferdinando (23 gennaio 1817 - 5 dicembre 1886), apprese le prime nozioni nella bottega paterna. La madre era Maria Bonini.

Compì i suoi studi presso l'Accademia Atestina modenese alla scuola del pittore neoclassico Geminiano Vincenzi e successivamente di Adeodato Malatesta dei quali seguì l'orientamento pur avendo una costruzione più descrittiva e spettacolare, come risulta da alcuni suoi lavori eseguiti presso la chiesa della suore domenicane intitolata alle Sante Caterina da Siena e Rosa da Lima. Molti furono i suoi lavori come decoratore di palazzi e di ritrattista. Alcune delle sue opere furono esposte nel 1836 alla mostra dei quadri a olio del marchese Luigi Rangoni.
La sua prima commissione la eseguì con Camillo Crespolani. Si trattò di una serie di opere effimere realizzate per i festeggiamenti a Francesco IV dopo i moti del 1830-1831, per l'Accademia miliare, il palazzo Boschetti modenese e l'anfiteatro eretto per l'occasione. Pitture che accolsero subito grande successo. Molte furono le committenze e molte sono le chiese cittadine che conservano suoi lavori, si era adattato a uno stile conservatore seguendo la pittura di Girolamo Negri, scegliendo un metodo pittorico narrativo-didascalico.
I suoi lavori furono molto apprezzati e nel 1837 fu eletto pittore del Ministero, ma non fu sufficiente a diventare docente presso l'Accademia che gli avrebbe garantito una certa solidità economica. Fu invece nominato insegnante di disegno presso il collegio di San Carlo frequentato dalle famiglie cittadine più nobili, incarico che mantenne fino alla sua morte.
Il suo stile pittorico non si adeguò mai al rinascimento modenese, ma mantenne sempre una linea neoclassica. Quando nel 1838 venne costruito il teatro comunale fu, con altri artisti modenesi incaricato di eseguire gli affreschi e i fregi, in particolare il Manzini fu incaricato a realizzare i decori dell'atrio. Sue furono le raffigurazioni allegoriche per la festa del 4 maggio 1860 a Vittorio Emanuele II che gli conferirono la committenza della tela Risorgimento d'Italia per la Galleria Sabauda di Torino
Il Manzini aveva sposato Maria Sarti che morì di parto alla nascita del dodicesimo figlio. Malgrado l'intensa attività lavorativa, l'artista morì in difficoltà economica, la famiglia tanto numerosa lo obbligò a chiedere aiuti economici tra cui risulta una lettera inviata al collega Malatesta del 15 maggio 1860, nella quale chiedeva un incarico ministeriale.

## Opere

### Ritratti
- Ritratto di Francesco IV d'Austria-Este conservato al Museo civico di Carpi,
- ritratto di Francesco V principe erditario conservato a Modena nella Galleria Estense, per molto tempo attribuito al Malatesta e riconosciuto lavoro del Manzini solo nel 1001 dalla critica Gabriella Martinelli Braglia.
- Ritratto dell'Arciduca Ferdinando Carlo d'Austria-Este eseguito nel 1835, conservato in collezione privata a Modena,
- Ritratto del notaio Pietro Boni conservato a Modena in collezione privata;
- Ritratto del Monsignor Gallinari conservato a Modena nel museo civico;
- Ritratto di Aldobrandio II d'Este conservato a Modena Palazzo ducale;
- Ritratto di Nicolò I d'Este conservato a Modena Palazzo ducale;
- Ritratto di Nicolò II conservato presso il Palazzo ducale di Modena

### Altri dipinti
- Estasi di sant'Andrea Avellino realizzato per la chiesa di Sant'Agostino, terminato nel 1831 ma che era stato iniziato dal vincenzi;[6]
- San Carlo ammette alla prima comunione san Luigi Gonzaga chiesa di San Michele si Solara,
- Sante Lucia, Agata e Apollonia chiesa di San Biagio Modena,
- Abramo riceve la visita dei tre angeli e  Trasporto dell'arca dell'alleanza Villa Gardini a Formigine
- Santi Vincenzo e Anastasio pala d'altare della chiesa parrocchiale di San Vincenzo di Galliera (Bo)

molte sue opere relative l'afferscatura di chiese furono eseguite con Crespolani per chiese poi distrutte:
- Volte della chiesa di San Giorgio nel 1831,
- volte della chiesa di san Rocco nel 1836 poi distrutta
- Affreschi della chiesa dei santi Fustino e Giovita chiesa poi scomparsa;
- Affreschi seicentechi della chiesa di San Barnaba e della sagrestia nel 1838
- Vergine in gloria e san Giovanni Nepomuceno del 1839,
- decori Cappella di Cittanova nel 1843
- decori della cappella della Madonnina nel 1845
- decori e storie di san Domenico e Gloria dell'Agnello mistico chiesa delle domenicane a Grisaille nel 1845
- San Francesco per la chiesa di San Gerolamo dottore a Cadecoppi.[7]
- Immacolata concezione per il convento dei gesuiti a Carpi;
- Sacra famiglia chiesa Santa Maria delle Grazie di Carpi
- Santisimi Liborio e Geminianmo che offrono alla Vergine la città di Modena per Formigine[8]
- Sante Agata e Liberata con il Redentore per la chiesa dell'Annunciata di Formigine del 1846.
- Stendardi con san Giovannino in adorazione del Santisimo, Madonna del Rosario e san Luigi Gonzaga con il Sacro cuore per la chiesa di San Giovanni di Fiorano Modenese
- Madonna del Rosario, santa Anna e altri santi, Sacro Cuore di Gesù. Santi Leonardo, Apollonia, Caterina, e Antonio da Padova e Crocifisso con La Vergine, santi Giovanni Evangelista e santa Maria Maddalena esposti alla pinacoteca del Museo Civico di Mirandola del 1837.
- Ciclo di santi per la chiesa di Santa Maria Assunta di Lesignana
- Figure dell'atrio del teatro comunale del 1838: al centro della volta la raffigurazione della Fama con i ritratti dei dodici munisisti cittadini; la decorazione dei palchi con le storie del genio:  Pan che suona la zampogna, Ercole fanciullo impara la musica dal poeta Lino, Orfeo placa col canto l'ira di Cerbero, Chirone insegna il canto ad Achille e Apollo fabbrica le mura tebane al suono della lira, le raffigurazioni della soffitta con l' Allegoria della Musica, della Poesia, della Commedia e della Tragedia.